# Clădirea fostei sinagogi (Călărași)
Clădirea fostei sinagogi este o clădire amplasată pe str. Alexandru cel Bun, 161 în Călărași, Republica Moldova. Este un monument istoric și arhitectural de importanță națională inclus în Registrul monumentelor Republicii Moldova ocrotite de stat cu nr. 161 (raionul Călărași). Datează de la sf. sec. XIX – înc. sec. XX.